# Heliophanus erythropleurus
Heliophanus erythropleurus este o specie de păianjeni din genul Heliophanus, familia Salticidae, descrisă de Kulczynski, 1901. Conform Catalogue of Life specia Heliophanus erythropleurus nu are subspecii cunoscute.